# Congo (film 1930)
Congo (Vengeance) è un film diretto da Archie Mayo. Sceneggiato da F. Hugh Herbert su un soggetto di Ralph Graves, aveva come interpreti principali Jack Holt, Dorothy Revier e Philip Strange.

## Trama
Charles Summers, incaricato di assumere le funzioni di John Meadham in una stazione commerciale dell'Africa Occidentale, vi giunge con la moglie Margaret. Meadham ha deciso di andarsene, stanco di vivere nella giungla. Vedendo Margaret, si indigna con Summers per avere portato in quell'ambiente una ragazza così giovane. Summers, dal canto suo, critica il modo di comportarsi di Meadham con i nativi, per lui troppo accondiscendente, inimicandosi subito con il suo rude trattamento gli abitanti del villaggio che minacciano una rivolta quando lui usa la frusta contro un ragazzino. Ma Meadham riesce a sedare gli animi. Intanto, Margaret si ammala. La donna rivela di essere stata maltrattata dal marito che, negli ultimi tempi, si è dato al bere. Quando Meadham cerca di parlare con Summers, quest'ultimo non solo non lo ascolta, ma insinua che l'altro abbia degli interessi nei confronti di Margaret. Meadham decide allora di portare via da lì la giovane. Summers, però, uccide il ragazzo che faceva da messaggero, provocando la rivolta dei nativi. Meadham cerca di soccorrerlo, ma arriva in ritardo, quando Summers, ormai, è stato colpito da una freccia avvelenata.
Margaret ora può partire per la costa dove Meadham la raggiungerà quanto prima.

## Produzione
La produzione del film, prodotto da Harry Cohn per la Columbia Pictures, iniziò il 30 novembre 1929 con il titolo di lavorazione Black Sleep.

## Distribuzione
Il copyright del film, richiesto dalla Columbia Pictures Corp., fu registrato il 7 marzo 1930 con il numero LP1139. Distribuito dalla Columbia, uscì nelle sale statunitensi il 22 febbraio 1930. Nello stesso anno, il film uscì anche nel Regno Unito, presentato a Londra il 26 marzo, distribuito dalla Woolf & Freedman Film Service e in Irlanda, il 24 ottobre.

In Italia, ottenne nel 1931 il visto di censura 26289 a condizione di "Togliere ogni scena dialogata o comunque parlata in lingua straniera. (febbraio 1931)".